# Östra Silen
Östra Silen är en sjö i Bengtsfors kommun i Dalsland och Årjängs kommun i Värmland, och ingår i Göta älvs huvudavrinningsområde. Sjön är 49 meter djup, har en yta på 37,7 kvadratkilometer och befinner sig 103,2 meter över havet. Vid provfiske har en stor mängd fiskarter fångats, bland annat abborre, björkna, braxen och gers.

## Delavrinningsområde
Östra Silen ingår i det delavrinningsområde (657117-130146) som SMHI kallar för Utloppet av Östra Silen. Medelhöjden är 139 meter över havet och ytan är 157,42 kvadratkilometer. Räknas de 30 avrinningsområdena uppströms in blir den ackumulerade arean 474,63 kvadratkilometer. Karlsforsälven (Edsälven) som avvattnar avrinningsområdet har biflödesordning 3, vilket innebär att vattnet flödar genom totalt 3 vattendrag innan det når havet efter 232 kilometer. Avrinningsområdet består mestadels av skog (65 procent). Avrinningsområdet har 39,94 kvadratkilometer vattenytor vilket ger det en sjöprocent på 25,3 procent.

## Fisk
Vid provfiske har följande fisk fångats i sjön:
| - Abborre - Björkna - Braxen - Gärs - Gädda - Lake - Lax - Löja - Mört - Nors - Röding | - Sarv - Sik - Siklöja - Simpor (bergsimpa/stensimpa) |